# Boulevard Voltaire
Boulevard Voltaire is een straat in het 11e arrondissement van de Franse hoofdstad Parijs.
De boulevard begint op Place de la République en eindig bij Place de la Nation. Voorheen heette deze straat boulevard du Prince Eugène. Op nummer 50 staat het theater Bataclan, dat betrokken was bij de aanslagen in Parijs van november 2015. 
Op 71 staat l'église Saint-Ambroise. Aan place Léon-Blum, vrijwel in het midden van de boulevard, is het gemeentehuis van het 11e arrondissement.

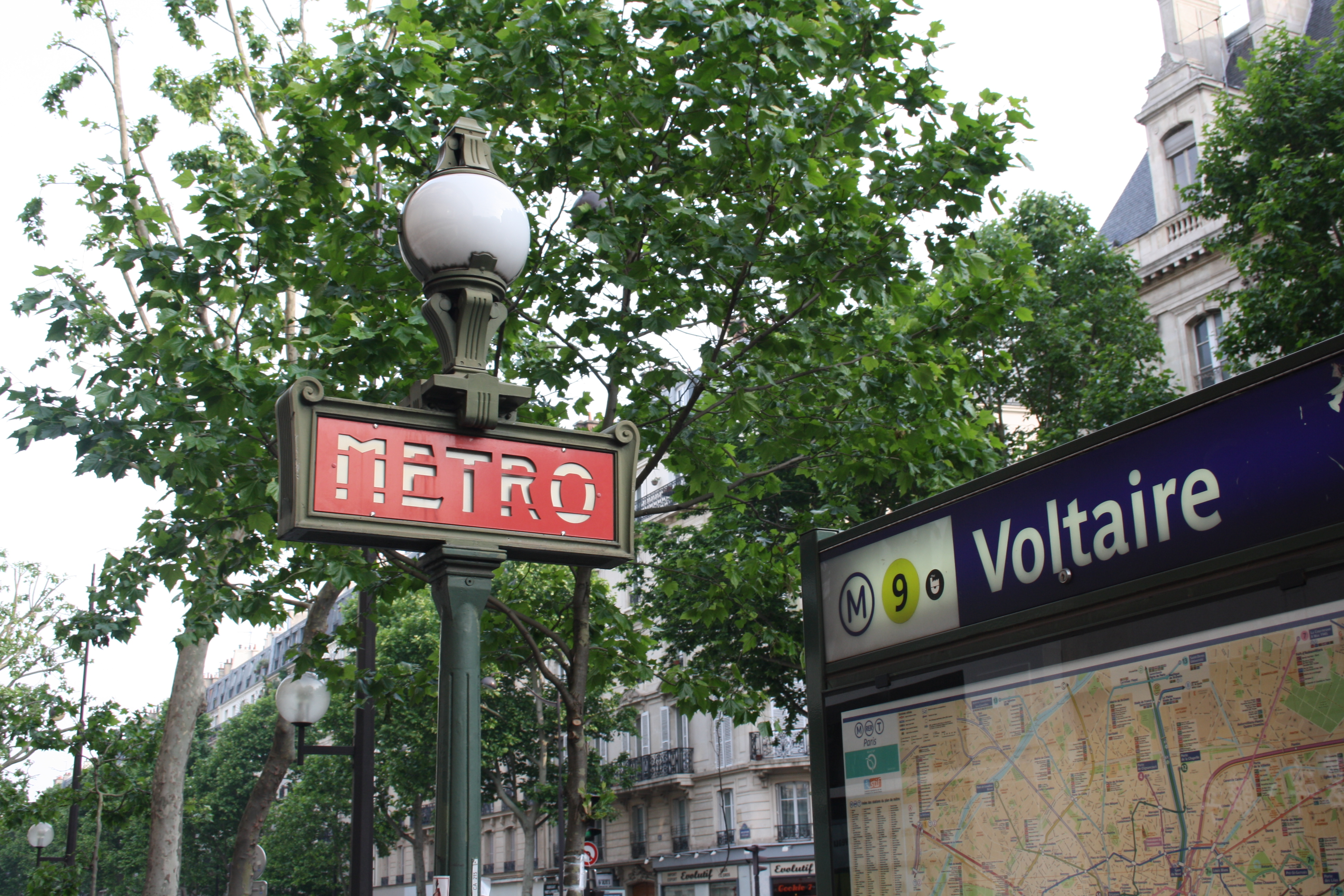
metrostation Voltaire